# Tinodes popovi
Tinodes popovi är en nattsländeart som beskrevs av Kumanski in Kumanski och Malicky 1975. Tinodes popovi ingår i släktet Tinodes och familjen tunnelnattsländor. Inga underarter finns listade i Catalogue of Life.